# Chane Abbasi
Chane Abbasi (pers. عمارت عبّاسیان در کاشان) — dom rodziny Abbasich w Kaszan, Iran. Aktualnie muzeum w którym można zobaczyć jak mieszkały bogate irańskie rody w czasie panowania dynastii Kadżarów.

## Historia
Zbudowany na przełomie XVIII i XIX wieku. 

## Architektura
Kompleks składa się z sześciu budynków połączonych coraz większymi dziedzińcami. Bogato zdobiony reliefami i witrażami. W najbardziej reprezentacyjnym pokoju (shahneshin) z lustrzaną mozaiką na suficie mającą przypominać obserwatorowi gwiezdne niebo.